# Coppa del Mondo di gobbe
La Coppa del Mondo di gobbe è un trofeo assegnato annualmente dalla Federazione Internazionale Sci (FIS), a partire dalla stagione 1979/1980, al freestyler ed alla freestyler che hanno ottenuto il punteggio complessivo più alto nelle gare di gobbe del circuito della Coppa del Mondo di freestyle. ll punteggio è dato dalla somma delle due specialità delle gobbe, ovvero le stesse gobbe e le gobbe in parallelo. 
A partire dalla stagione 2021/2022 non viene più assegnata una Coppa singola, ma tre trofei differenti:

- la Coppa del Mondo generale di gobbe, data dalla somma dei punteggi ottenuti tra gobbe e gobbe in parallelo

- la Coppa del Mondo di gobbe, data dalla somma dei punteggi ottenuti nella singola specialità delle gobbe

- la Coppa del Mondo di gobbe in parallelo, data dalla somma dei punteggi ottenuti nella singola specialità delle gobbe in parallelo e assegnata anche nelle stagioni dalla 1996/1997 alla 2002/2003, esclusa la 2001/2002.

## Albo d'oro

### Generale (gobbe + gobbe in parallelo)
| Stagione  | Uomini                | Uomini      | Donne                    | Donne         |
| Stagione  | Vincitore             | Nazionale   | Vincitrice               | Nazionale     |
| --------- | --------------------- | ----------- | ------------------------ | ------------- |
| 1979/1980 | Greg Athans           | Canada      | Hilary Engish            | Stati Uniti   |
| 1980/1981 | Nano Pourtier         | Francia     | Hilary Engish            | Stati Uniti   |
| 1981/1982 | Nano Pourtier (2)     | Francia     | Hilary Engish            | Stati Uniti   |
| 1982/1983 | Bill Keenan           | Canada      | Hayley Wolff             | Stati Uniti   |
| 1983/1984 | Philippe Bron         | Francia     | Hilary Engish (4)        | Stati Uniti   |
| 1984/1985 | Philippe Bron (2)     | Francia     | Mary Jo Tiampo           | Stati Uniti   |
| 1985/1986 | Steve Desovich        | Stati Uniti | Mary Jo Tiampo (2)       | Stati Uniti   |
| 1986/1987 | Martti Kellokumpi     | Finlandia   | Raphaëlle Monod          | Francia       |
| 1987/1988 | Nelson Carmichael     | Stati Uniti | Stine Lise Hattestad     | Norvegia      |
| 1988/1989 | Nelson Carmichael (2) | Stati Uniti | Raphaëlle Monod          | Francia       |
| 1989/1990 | Edgar Grospiron       | Francia     | Jilly Curry              | Gran Bretagna |
| 1990/1991 | Edgar Grospiron       | Francia     | Donna Weinbrecht         | Stati Uniti   |
| 1991/1992 | Edgar Grospiron       | Francia     | Donna Weinbrecht         | Stati Uniti   |
| 1992/1993 | Jean-Luc Brassard     | Canada      | Stine Lise Hattestad (2) | Norvegia      |
| 1993/1994 | Edgar Grospiron (4)   | Francia     | Donna Weinbrecht         | Stati Uniti   |
| 1994/1995 | Sergei Schuplezow     | Russia      | Raphaëlle Monod (3)      | Francia       |
| 1995/1996 | Jean-Luc Brassard     | Canada      | Donna Weinbrecht (4)     | Stati Uniti   |
| 1996/1997 | Jean-Luc Brassard (3) | Canada      | Tatjana Mittermayer      | Germania      |
| 1997/1998 | Jonny Moseley         | Stati Uniti | Marja Elfman             | Svezia        |
| 1998/1999 | Janne Lahtela         | Finlandia   | Ann Battelle             | Stati Uniti   |
| 1999/2000 | Janne Lahtela         | Finlandia   | Ann Battelle (2)         | Stati Uniti   |
| 2000/2001 | Mikko Ronkainen       | Finlandia   | Kari Traa                | Norvegia      |
| 2001/2002 | Jeremy Bloom          | Stati Uniti | Kari Traa (2)            | Norvegia      |
| 2002/2003 | Travis-Antone Cabral  | Stati Uniti | Shannon Bahrke           | Stati Uniti   |
| 2003/2004 | Janne Lahtela (3)     | Finlandia   | Jennifer Heil            | Canada        |
| 2004/2005 | Jeremy Bloom (2)      | Stati Uniti | Jennifer Heil            | Canada        |
| 2005/2006 | Dale Begg-Smith       | Australia   | Jennifer Heil            | Canada        |
| 2006/2007 | Dale Begg-Smith       | Australia   | Jennifer Heil            | Canada        |
| 2007/2008 | Dale Begg-Smith       | Australia   | Aiko Uemura              | Giappone      |
| 2008/2009 | Alexandre Bilodeau    | Canada      | Hannah Kearney           | Stati Uniti   |
| 2009/2010 | Dale Begg-Smith (4)   | Australia   | Jennifer Heil (5)        | Canada        |
| 2010/2011 | Guilbaut Colas        | Francia     | Hannah Kearney           | Stati Uniti   |
| 2011/2012 | Mikaël Kingsbury      | Canada      | Hannah Kearney           | Stati Uniti   |
| 2012/2013 | Mikaël Kingsbury      | Canada      | Hannah Kearney           | Stati Uniti   |
| 2013/2014 | Mikaël Kingsbury      | Canada      | Hannah Kearney           | Stati Uniti   |
| 2014/2015 | Mikaël Kingsbury      | Canada      | Hannah Kearney (6)       | Stati Uniti   |
| 2015/2016 | Mikaël Kingsbury      | Canada      | Chloé Dufour-Lapointe    | Canada        |
| 2016/2017 | Mikaël Kingsbury      | Canada      | Britteny Cox             | Australia     |
| 2017/2018 | Mikaël Kingsbury      | Canada      | Perrine Laffont          | Francia       |
| 2018/2019 | Mikaël Kingsbury      | Canada      | Perrine Laffont          | Francia       |
| 2019/2020 | Mikaël Kingsbury      | Canada      | Perrine Laffont          | Francia       |
| 2020/2021 | Matt Graham           | Australia   | Perrine Laffont          | Francia       |
| 2021/2022 | Mikaël Kingsbury      | Canada      | Jakara Anthony           | Australia     |
| 2022/2023 | Mikaël Kingsbury      | Canada      | Perrine Laffont (5)      | Francia       |
| 2023/2024 | Mikaël Kingsbury      | Canada      | Jakara Anthony (2)       | Australia     |
| 2024/2025 | Mikaël Kingsbury (13) | Canada      | Jaelin Kauf              | Stati Uniti   |

### Gobbe
| Stagione  | Uomini               | Uomini    | Donne              | Donne       |
| Stagione  | Vincitore            | Nazionale | Vincitrice         | Nazionale   |
| --------- | -------------------- | --------- | ------------------ | ----------- |
| 2021/2022 | Mikaël Kingsbury     | Canada    | Perrine Laffont    | Francia     |
| 2022/2023 | Mikaël Kingsbury     | Canada    | Jakara Anthony     | Australia   |
| 2023/2024 | Ikuma Horishima      | Giappone  | Jakara Anthony (2) | Australia   |
| 2024/2025 | Mikaël Kingsbury (3) | Canada    | Jaelin Kauf        | Stati Uniti |